# Kraftwerk Hagneck
Das Kraftwerk Hagneck ist ein 1900 in Betrieb genommenes Laufwasserkraftwerk an der Mündung des Hagneckkanals in den Bielersee. Die alte historische Anlage wurde 2015 durch eine moderne Zentrale ergänzt. Das Kraftwerk Hagneck war das erste Kraftwerk der späteren BKW Energie, zur Zeit der Betriebsaufnahme hiess die Gesellschaft noch Elektrizitätswerk Hagneck AG.

## Geschichte

### Hagneck 1

Kraftwerk Hagneck im Jahre 1954

Der Hagneckkanal entstand im Rahmen der ersten Juragewässerkorrektion. Ab 1878 floss das Wasser durch den Kanal ungenutzt in den Bielersee. Oberst Eduard Will, der spätere erste Direktor der BKW, konnte die umliegenden Gemeinden dazu bewegen, ein Kraftwerk zu bauen. Da in unmittelbarer Nähe des Standortes keine Industrie vorhanden war, welche die Energie nutzen konnte, musste eine Lösung gewählt werden, die es erlaubte, die Energie über eine grössere Distanz zu übertragen. Die Anwendung von Elektrizität für solche Zwecke steckte damals noch in den Kinderschuhen, weshalb zuerst der Plan verfolgt wurde, die Turbinen des Kraftwerks für den mechanischen Antrieb von Kompressoren zu nutzen, welche ein Druckluftnetz versorgen würden. Ein solches System wurde ab 1888 in Paris aufgebaut. Erst kurz vor Baubeginn des Kraftwerks wurde entschieden, Elektrizität zu erzeugen, auch wenn am Anfang noch nicht klar war, wer den erzeugten Strom abnehmen sollte. Neben dem Kraftwerk Hagneck erstellte die Elektrizitätswerk Hagneck AG auch das Kraftwerk Spiez, das hauptsächlich Strom für den elektrischen Betrieb der Burgdorf-Thun-Bahn erzeugen sollte. Die beiden Kraftwerke wurden 1903 mit einer 45 kV-Hochspannungsleitung zusammengeschlossen, ein früher Schritt zum späteren Verbundnetz. Die Kraftwerksgesellschaft wurde zur Vereinigten Kander- und Hagneck-Werke, AG, aus der 1909 die BKW hervorging.
Die Konzession zum Bau des Hagneck Kraftwerks wurde am 30. Mai 1891 von der Berner Regierung an die Gemeinden Biel, Erlach, Hagneck, La Neuveville, Nidau und Täuffelen erteilt. Da die Gemeinden selbst zu wenig Mittel für die Finanzierung des Projektes hatten, gründete diese am 19. Dezember 1898 zusammen mit einigen Privatpersonen und der Motor AG aus Baden die Elektrizitätswerk Hagneck AG. Die Motor AG übernahm gleichzeitig auch die Erstellung der Anlage. Der verantwortliche Bauingenieur war Conradin Zschokke. Die Bauarbeiten begannen 1897, Betriebsaufnahme war im Oktober 1900. Die Baukosten beliefen sich auf 3,6 Millionen Franken.
In den Jahren 1913/14 wurden die Rolladenwehre durch Schützen ersetzt. Von 1931 bis 1934 wurden die Maschinensätze ersetzt, 1957 gab es eine weitere Erneuerung.

### Hagneck 2

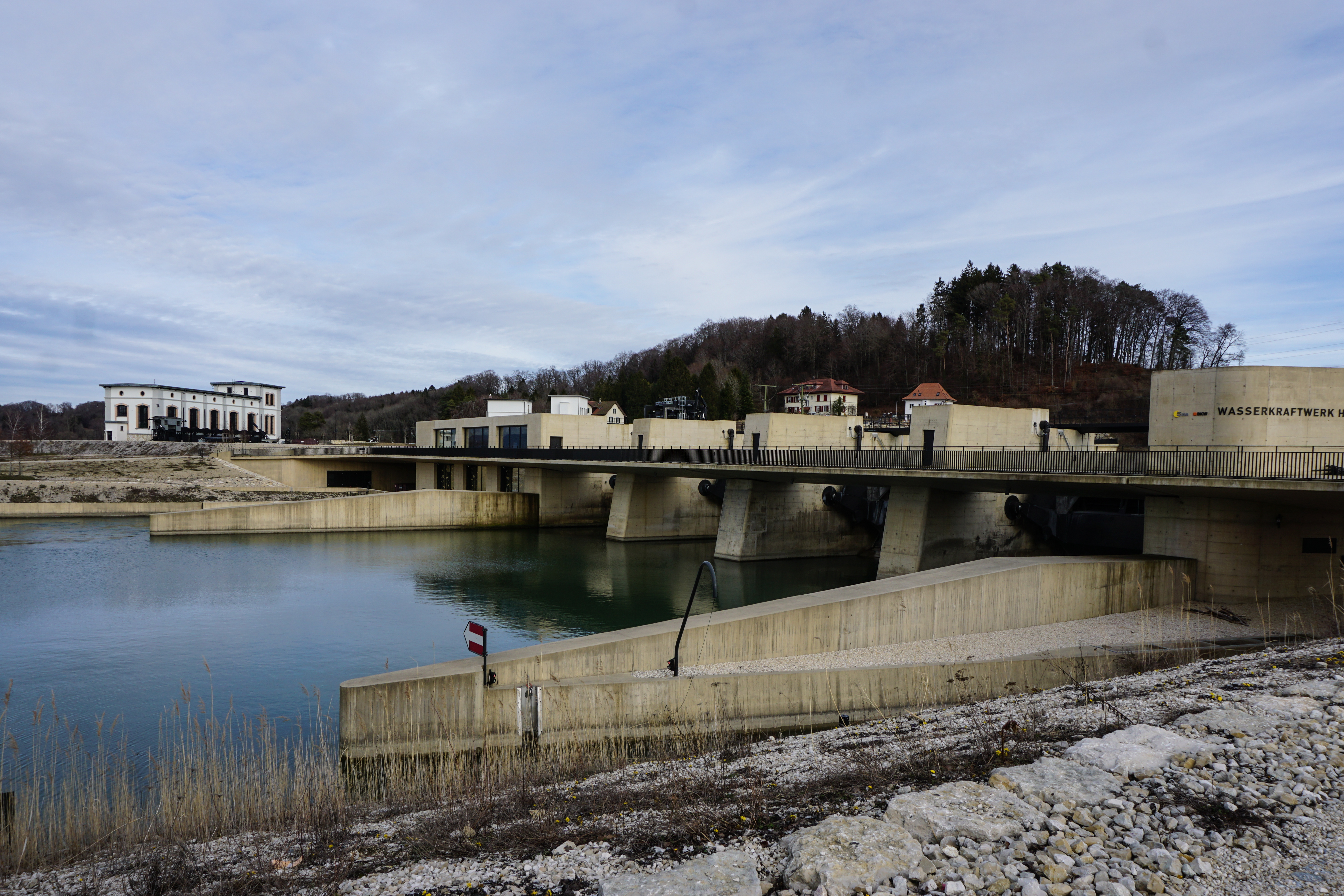
Wehr mit Hagneck 2, im Hintergrund Hagneck 1

Gegen Ende des 20. Jahrhunderts waren die bestehenden Anlagen veraltet, ausserdem war der Hochwasserabfluss zu gering. 1994 wurden erste Studien für ein neues Kraftwerk angegangen. Das Konzessionsgesuch für den Neubau wurde aber 2004 zurückgewiesen, weil der Denkmalschutz und der Naturschutz ungenügend berücksichtigt worden waren. Im Besonderen hätte das alte Wehr erhalten bleiben sollen, obwohl nach den Hochwassern von 2005 und 2007 erkannt wurde, dass der Abfluss durch das bestehende Wehr und dessen Stabilität ungenügend waren. Aus diesem Grund wurde das Wehr aus dem Denkmalschutz entlassen, was dessen Erneuerung möglich machte. Ein zweites Konzessionsgesuch, das den Abbruch des alten Wehrs beinhaltete, wurde eingereicht und bewilligt.
Die Bauarbeiten begannen 2011. Nach vierjähriger Bauzeit konnte das neue Hagneck 2 genannte Kraftwerk eröffnet werden, das in das neu gebaute Wehr integriert ist. Die Anlage erhöhte die Produktion um 35 %. Ein Maschinensatz des bestehenden Kraftwerks Hagneck 1 wird weiter betrieben, damit Restwasser in den Unterwasserkanal der alten Zentrale gelangen kann. Der Unterwasserkanal selbst wurde teilweise renaturiert, sodass an dessen Stelle ein Auenwald entstehen soll. Architekten und Ingenieure waren die Zürcher Penzel Valier.

## Technik

### Hagneck 1

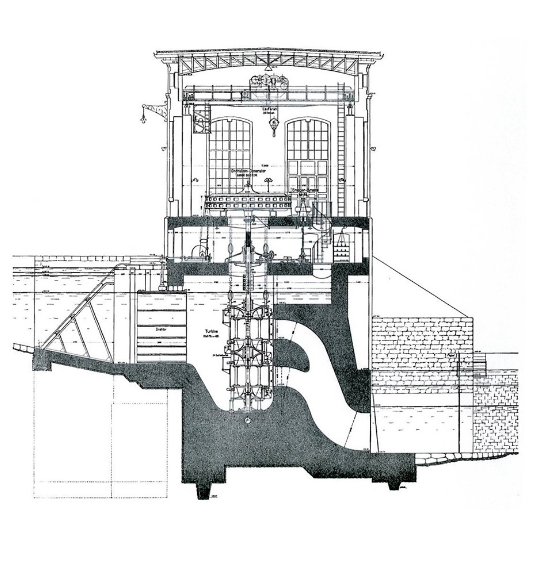
Schnitt durch Hagneck 1, ca. 1899

Die ersten in Hagneck aufgestellten Maschinensätze waren vertikale Francis-Etagenturbinen mit Schirmgeneratoren. Auf einer Welle sassen vier Turbinenräder, wobei immer zwei und zwei gegengleich montiert waren, damit sich die axialen Schubkräfte der Turbinen aufheben konnten. Es waren fünf Hauptmaschinensätze aufgestellt, vier hatten eine Leistung von 1350 PS und einer hatte eine solche von 1600 PS.